# Okresní soud v Mostě
Okresní soud v Mostě je okresní soud se sídlem v Mostě, jehož odvolacím soudem je Krajský soud v Ústí nad Labem. Soud se nachází ve starší budově na Moskevské ulici. Rozhoduje jako soud prvního stupně ve všech trestních a civilních věcech, ledaže jde o specializovanou agendu (nejzávažnější trestné činy, insolvenční řízení, spory ve věcech obchodních korporací, hospodářské soutěže, duševního vlastnictví apod.), která je svěřena krajskému soudu.
Ještě ve starém Mostě působil v letech 1850–1949 také krajský soud, poté byl nahrazen krajským soudem v Ústí nad Labem, takže od té doby v Mostě působí už jen soud okresní.

## Soudní obvod
Obvod Okresního soudu v Mostě se shoduje s okresem Most, patří do něj tedy území těchto obcí:
Bečov •
Bělušice •
Braňany •
Brandov •
Český Jiřetín •
Havraň •
Hora Svaté Kateřiny •
Horní Jiřetín •
Klíny •
Korozluky •
Lišnice •
Litvínov •
Lom •
Louka u Litvínova •
Lužice •
Malé Březno •
Mariánské Radčice •
Meziboří •
Most •
Nová Ves v Horách •
Obrnice •
Patokryje •
Polerady •
Skršín •
Volevčice •
Želenice